# أصيل (حوسبة)
في الحوسبة، تكون البرمجيات الأصيلة أو أنواع البيانات الأصيلة لنظام ما هي تلك التي يدعمها النظام مع الحد الأدنى من الحِمل الحسابي والمكونات الإضافية. وتُستخدم هذه الكلمة في مصطلحات مثل الوضع الأصيل، والكود الأصيل .

## التطبيقات
يعني تطبيق ما يعمل على جهاز الحاسوب تطبيقا أصيلا أي أنه يعمل بدون أي طبقات خارجية تتطلب طبقات برمجيات أقل. على سبيل المثال، في ميكروسوفت ويندوز، تعد واجهة برمجة التطبيقات الأصيلة هي واجهة برمجة تطبيقات مُخصصة لنواة ويندوز إن تي، والتي يمكن استخدامها لمنح حق الوصول إلى بعض وظائف النواة، والتي لا يمكن الوصول إليها مباشرة من خلال واجهة برمجة تطبيقات ويندوز الأكثر شُمولية.

## أنظمة التشغيل
يستخدم لتعيين أدنى مستوى من المحاكاة الافتراضية أو غياب المحاكاة الافتراضية. على سبيل المثال، يتم استخدام المصطلح «آلة مُحاكاة افتراضية أصيلة» لضمان الرجوع إلى أدنى مستوى من نظام التشغيل، وهو الذي يحتفظ فعليًا بالتحكم المباشر في العتاد عند حدوث مستويات متعددة من المحاكاة الافتراضية.

## كود الآلة
يعني نظام التشغيل الأصيل، ومجموعة التعليمات الأصيلة، وما إلى ذلك، في التطبيق على معالج الحاسوب، أن العنصر المقابل تم تنفيذه على وجه التحديد للطراز المعين من الحاسوب أو المعالج الدقيق، بدلاً من المحاكاة أو وضع التوافق ‏ .

## البيانات
بالتطبيق على البيانات فإن أنواع البيانات الأصيلة أو بروتوكولات الاتصال الأصيلة هي تلك التي تدعمها أجهزة أو برامج كمبيوتر معينة، مع أقصى قدر من الاتساق والحد الأدنى من المكونات الإضافية.
على سبيل المثال، تدعم محولات الفيديو EGA وVGA بشكل أصيل صفحة الرموز 437 ‏. هذا لا يحول دون دعم صفحات الرموز الأخرى، لكنه يتطلب إما تحميل الخط أو استخدام الأوضاع الرسومية.